# Медаль Дружбы (Вьетнам)
Медаль Дружбы (вьет. Huy chương Hữu nghị) — государственная награда Социалистической Республики Вьетнам. Медаль учреждена 20 июня 1960 года.

## Описание
Медалью Дружбы награждаются иностранные граждане, определённый период проработавшие во Вьетнаме, сделавшие вклад в строительство народного хозяйства и оборону Вьетнама.
Ранние экземпляры медали имели номера.

## Описание медали
Медаль Дружбы (номерная)

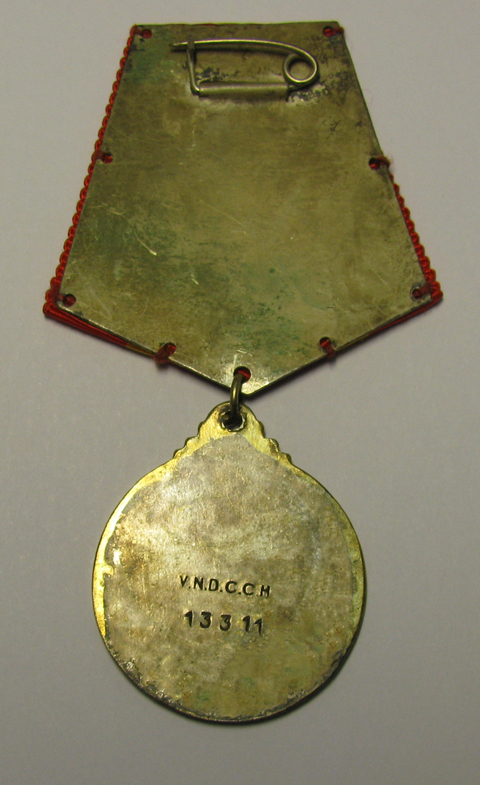
Медаль Дружбы (Вьетнам) — номерная: реверс, 1975 г.

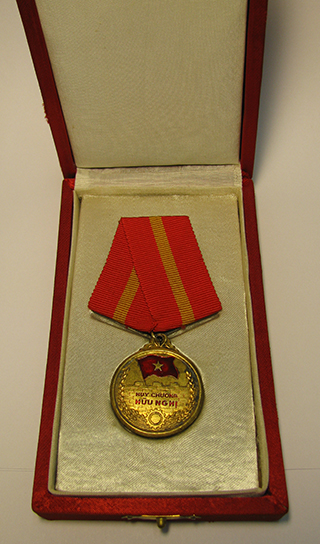
Медаль Дружбы (Вьетнам) — номерная: аверс, в коробке, 1975 г.

Аверс: Посредине изображение «нерушимой стены» с надписью в две строки: HUY CHƯƠNG HỮU NGHỊ (Медаль Дружбы), вверху развевающееся знамя Демократической Республики Вьетнам; изображение обрамлено полувенком из рисовых колосьев, на пересечении которых изображение зубчатого колеса. Полотнище знамени и буквы надписи покрыты холодной эмалью красного цвета.
Реверс: Гладкий, с надписью посредине: V.N.D.C.C.H. (Việt Nam Dân Chủ Cộng Hòa — Демократическая Республика Вьетнам), ниже — номер (4-5 цифр).
Диаметр 32 мм. Бронза, позолота.
Лента красная, с золотистой полосой посредине, сложена в виде пятиугольника размерами 49×52 мм и пришита к металлической пятиугольной колодке с булавкой для крепления к одежде.
Медаль Дружбы (без номера)
Аверс: Посредине изображение «нерушимой стены» с надписью в две строки: HUY CHƯƠNG HỮU NGHỊ (Медаль Дружбы), вверху развевающееся знамя Демократической Республики Вьетнам; изображение обрамлено полувенком из рисовых колосьев, на пересечении которых изображение зубчатого колеса. Полотнище знамени и буквы надписи покрыты холодной эмалью красного цвета.
Реверс: Гладкий.
Диаметр 32 мм. Бронза, позолота.
Лента красная, с золотистой полосой посредине, натянута на пятиугольную колодку советского образца размерами 45×50 мм.

## Награждённые
См. Категория:Награждённые медалью Дружбы (Вьетнам)
- Мазурин, Андрей Владимирович (1960 или 1961 год?)[2]
- Бурмистров, Виктор Дмитриевич (1961)[3]
- Волков Николай Захарович (20.11.1965)[4]
- Олефир, Василий (20.11.1965)[1]
- Майоров Игорь Иванович (год?)
- Колесник, Николай Николаевич (1965 или 1966 год?)[5]
- Береговой Николай Никитович (1966 или 1967 год?)[6]
- Бошняк, Юрий Михайлович (1967 или 1968 год?)[7]
- Исаев Петр Иванович (1968 или 1969 год?)[8]
- Киселёв Виктор Сергеевич (1968 или 1969 год?)[9]
- Голинец Михаил Витальевич (09.1970) Номер медали 11962.
- Шарипов Шамиль Нигметзянович (06.03.1972)[10]
- Саваренский, Игорь Александрович (01.12.1977)[11][12]
- Зыкина, Людмила Георгиевна (1980)[13]
- Кольцова, Мира Михайловна (год?)[14]
- Токтахунова, Самарбюбю (год?)[15]
- Раймонда Дьен (02.09.2004)[16]
- Мастобаев Борис Николаевич (2016 год)[17]